# Provincia de Cercado (Beni)
La provincia de Cercado es una de las 8 provincias que conforman el departamento del Beni, al noreste de Bolivia. Su capital es San Javier y su ciudad más poblada es Trinidad. Tiene una superficie de 12 276 km², cuenta con una población de 111 873 habitantes (INE 2012) y una densidad de 9.11 hab/km².
Es en superficie la más pequeña de las ocho provincias del departamento del Beni, sin embargo es la segunda más poblada solo por detrás de la provincia de Vaca Díez, y en ingresos económicos es la más avanzada.

## Geografía
La provincia se ubica en el centro del departamento del Beni. Limita al norte con las provincias de Iténez y Mamoré, al oeste con las provincias de Yacuma y Moxos, al sur con la provincia de Marbán, y al este con la provincia Guarayos en el departamento de Santa Cruz.

## Estructura
La provincia de Cercado está dividida administrátivamente en 2 municipios, los cuales son:
- San Javier
- Trinidad: capital, municipio más poblado y capital departamental.

## Clima
El clima en la provincia de Cercado oscila regularmente entre 33 °C a 39 °C, en primavera, verano y otoño, en época del invierno las temperaturas bajan un poco más con mínimas de hasta 18 °C, a diferencia de otras partes de Bolivia, el invierno se caracteriza por lluvias abundantes que llenan los ríos que pasan cerca de Trinidad y dentro de la provincia.

## Demografía
De acuerdo con el censo boliviano de 2024, la población de la provincia de Cercado es de 132 011 habitantes.
La población de la provincia se ha más que duplicado en las últimas tres décadas:
| Año  | Habitantes | Fuente |
| ---- | ---------- | ------ |
| 1992 | 63.128     | Censo  |
| 2001 | 82.653     | Censo  |
| 2012 | 111.873    | Censo  |
| 2024 | 132.011    | Censo  |

| N.º | Municipio  | Censo 1992 | Censo 2001 | Censo 2012 | Censo 2024 | Crecimiento 1992 - 2024 |
| --- | ---------- | ---------- | ---------- | ---------- | ---------- | ----------------------- |
| 1.º | Trinidad   | —          | 79 963     | 111 873    | 124 357    | +55,6 %                 |
| 2.º | San Javier | —          | 2 690      | —          | 7 654      | +184,6 %                |